# Liste der Biografien/Benj
Liste der Biografien |
Portal Biografien |
Personensuche
# |
A |
B |
C |
D |
E |
F |
G |
H |
I |
J |
K |
L |
M |
N |
O |
P |
Q |
R |
S |
T |
U |
V |
W |
X |
Y |
Z |
?
 
Ba |
Be |
Bd |
Bg |
Bh |
Bi |
Bj |
Bl |
Bm |
Bn |
Bo |
Br |
Bs |
Bu |
Bw |
By |
Bz
 
Bea–Beb |
Bec |
Bed |
Bee |
Bef |
Beg |
Beh |
Bei |
Bej |
Bek |
Bel |
Bem |
Ben |
Beo |
Bep |
Beq |
Ber |
Bes |
Bet |
Beu |
Bev |
Bew |
Bex |
Bey |
Bez
 
Bena |
Benb |
Benc |
Bend |
Bene |
Benf |
Beng |
Benh |
Beni |
Benj |
Benk |
Benl |
Benm |
Benn |
Beno |
Benq |
Benr |
Bens |
Bent |
Benu |
Benv |
Benw |
Beny |
Benz
Die Liste der Biografien führt alle Personen auf, die in der deutschsprachigen Wikipedia einen Artikel haben. Dieses ist eine Teilliste mit 90 Einträgen von Personen, deren Namen mit den Buchstaben „Benj“ beginnt.

## Benj

### Benja
- Benjaes, Jomtov, Großrabbiner des Osmanischen Reiches (1639–1642)
- Benjafield, Dudley (1887–1957), britischer Autorennfahrer und Mediziner
- Benjakar, Jomtov Hananiah, Großrabbiner der Türkei in Konstantinopel (1642–1677)
- Benjamin (* 1974), chinesischer Comiczeichner
- Benjamin I. (1871–1946), Patriarch von Konstantinopel
- Benjamin II. (1818–1864), rumänischer Kaufmann und Weltreisender in Afrika, Amerika und Europa
- Benjamin von Persien (400–424), christlicher Märtyrer
- Benjamin von Tudela, jüdischer Kaufmann und Weltreisender
- Benjamin, Ada (* 1994), nigerianische Sprinterin
- Benjamin, Adam (1935–1982), US-amerikanischer Politiker
- Benjamin, Alec (* 1994), US-amerikanischer Singer-SongwriterAlec Benjamin (* 1994)

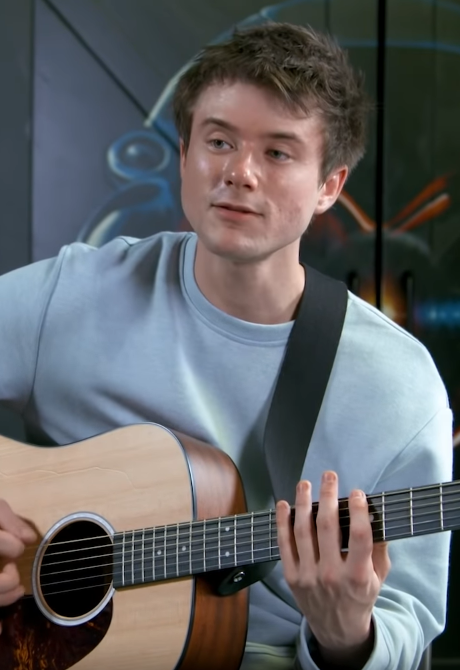
Alec Benjamin (* 1994)

- Benjamin, Alfred (1911–1942), deutscher Kommunist und Widerstandskämpfer in der Résistance
- Benjamin, Arthur (1893–1960), britisch-australischer Pianist und Komponist
- Benjamin, Arthur T. (* 1961), US-amerikanischer Mathematiker
- Benjamin, Bennie (1907–1989), US-amerikanischer Songwriter
- Benjamin, Benny (1925–1969), US-amerikanischer Session-Drummer für Motown
- Benjamin, Bijan (* 1983), deutscher Filmemacher
- Benjamin, Brian (* 1976), US-amerikanischer Politiker
- Benjamin, Brooke (1929–1995), britischer Mathematiker
- Benjamin, Camille (* 1966), US-amerikanische Tennisspielerin
- Benjamin, Carl (* 1979), britischer YouTuber und politischer Kommentator
- Benjamin, Casey (1978–2024), US-amerikanischer Saxophonist, Keyboarder, Produzent und Songwriter
- Benjamin, Cletus Joseph (1909–1961), US-amerikanischer Geistlicher und Weihbischof in Philadelphia
- Benjamin, Collin (* 1978), namibischer FußballspielerCollin Benjamin (* 1978)

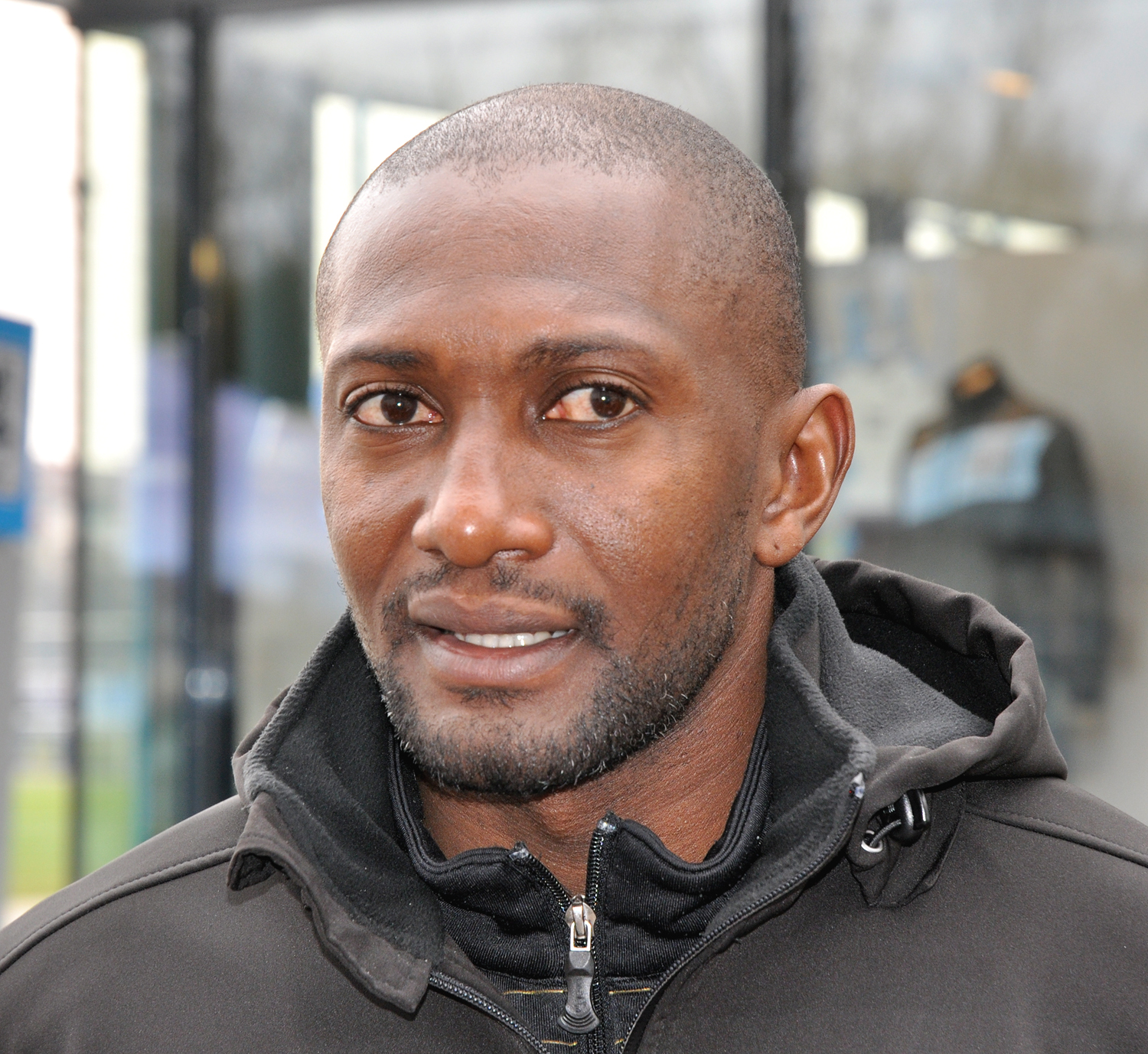
Collin Benjamin (* 1978)

- Benjamin, Conrad (1869–1940), deutscher Althistoriker und Gymnasiallehrer
- Benjamin, Corey (* 1978), US-amerikanischer Basketballspieler
- Benjamin, Dora (1901–1946), deutsche Nationalökonomin, Sozialwissenschaftlerin und Psychologin
- Benjamin, Eno (* 1999), US-amerikanischer American-Football-Spieler
- Benjamin, Eric (1920–1994), indischer Geistlicher und Bischof von Darjeeling
- Benjamin, Erich (1880–1943), deutscher Kinderarzt und Heilpädagoge
- Benjamin, Ethel (1875–1943), neuseeländische Juristin
- Benjamin, Floella, Baroness Benjamin (* 1949), britische Schauspielerin, Autorin und Politikerin
- Benjamin, Georg (1895–1942), deutscher Kinderarzt und Widerstandskämpfer
- Benjamin, George (* 1960), britischer Komponist, Dirigent, Pianist und Lehrer
- Benjamin, H. Jon (* 1966), US-amerikanischer Komiker, Schauspieler, Autor und Synchronsprecher
- Benjamin, Harry (1885–1986), deutschamerikanischer Endokrinologe, Sexualreformer und Pionier auf dem Forschungsgebiet der Transsexualität
- Benjamin, Hermann (1900–1936), deutscher Musikverleger
- Benjamin, Hilde (1902–1989), deutsche Politikerin (SED), MdV, Justizministerin der DDRHilde Benjamin (1902–1989)

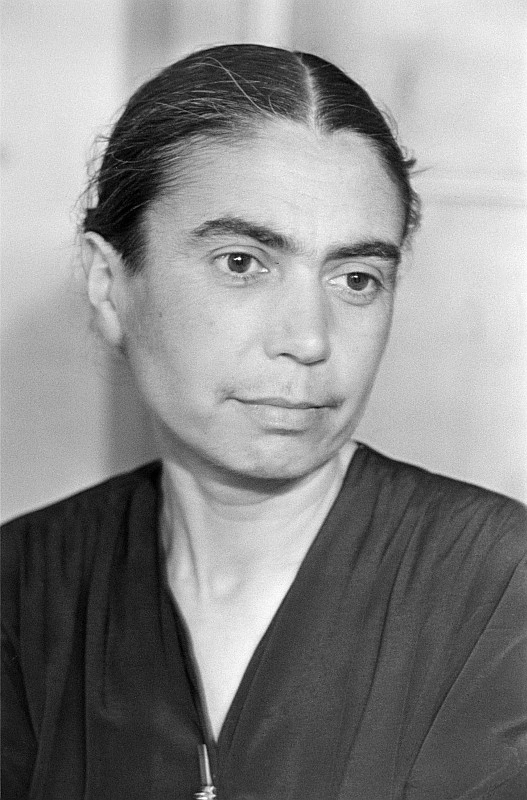
Hilde Benjamin (1902–1989)

- Benjamin, Jaida (* 1994), US-amerikanische Schauspielerin
- Benjamin, Jessica (* 1946), US-amerikanische Psychoanalytikerin und systemische Publizistin
- Benjamin, Joe (1919–1974), US-amerikanischer Jazzbassist
- Benjamin, Joel (* 1964), US-amerikanischer Schachmeister
- Benjamin, John F. (1817–1877), US-amerikanischer Politiker
- Benjamin, Judah Philip (1811–1884), US-amerikanischer Politiker, Justizminister, Kriegsminister und Außenminister der Konföderierten
- Benjamin, Kelvin (* 1991), US-amerikanischer American-Football-Spieler
- Benjamin, Kion (* 2000), Sprinter aus Trinidad und Tobago
- Benjamin, Lakecia (* 1982), US-amerikanische Jazzmusikerin (Altsaxophon)
- Benjamin, Lester (* 1963), antiguanischer Weitspringer
- Benjamin, Ludwig (1855–1945), deutscher Schiffbauingenieur
- Benjamín, Luisito (1922–1988), puerto-ricanischer Pianist
- Benjamin, Marc (* 1986), Schweizer SchauspielerMarc Benjamin (* 1986)

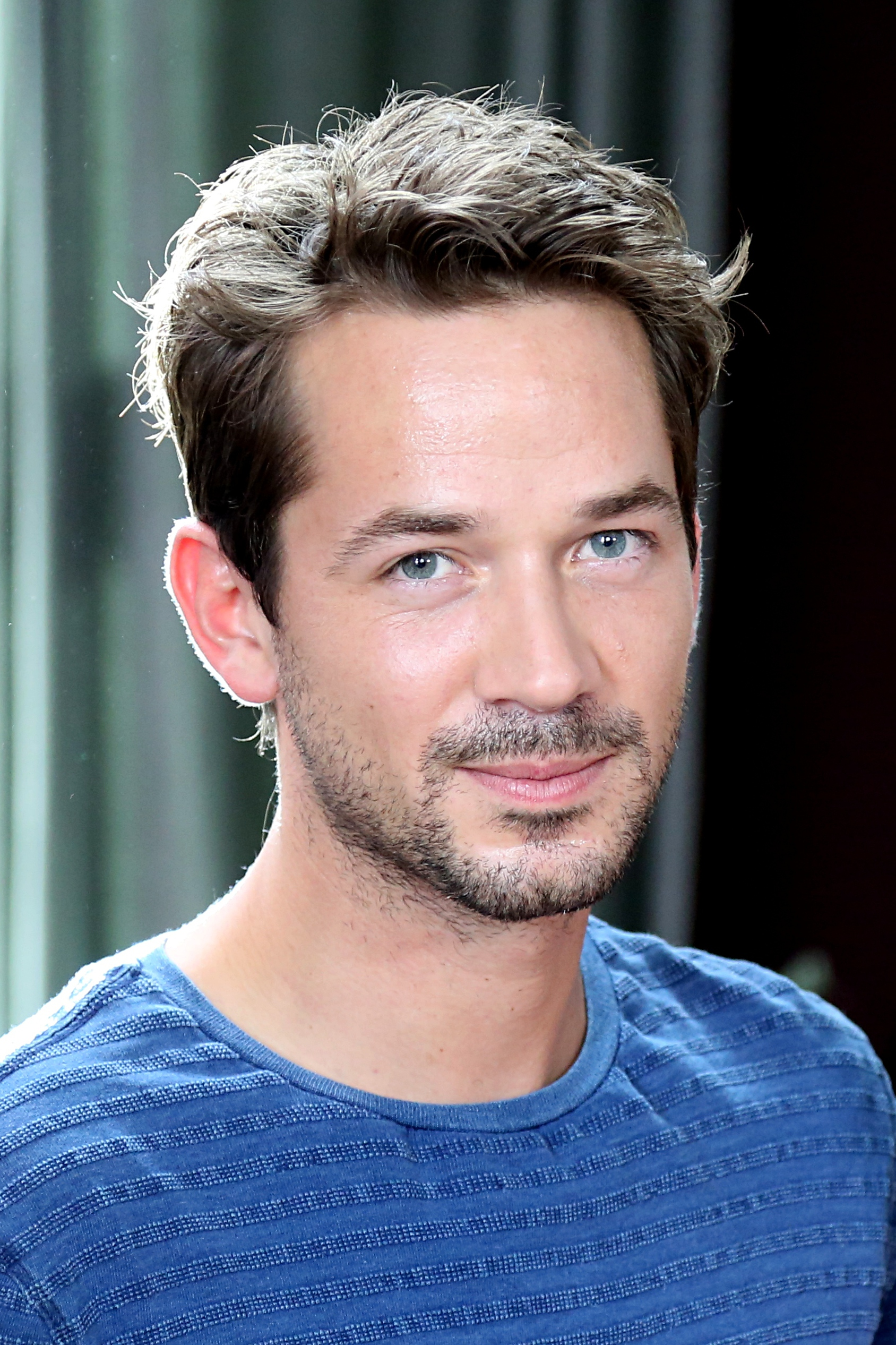
Marc Benjamin (* 1986)

- Benjamin, Mario (* 1964), bildender Künstler
- Benjamin, Martin (* 1977), niederländischer Bahnradsportler
- Benjamin, Matthew (* 1977), walisischer Squashspieler
- Benjamin, Medea (* 1952), US-amerikanische Aktivistin
- Benjamin, Megan (* 1988), US-amerikanische Voltigiererin
- Benjamin, Michael (1932–2000), deutscher Rechtswissenschaftler
- Benjamin, Nick (1946–2018), deutscher Off-Sprecher, Sänger, Moderator und Schauspieler
- Benjamin, Paul (1938–2019), amerikanischer Schauspieler
- Benjamin, Rai (* 1997), US-amerikanischer Hürdenläufer und Sprinter
- Benjamin, Raymond Conway (1925–2016), australischer Geistlicher, Bischof von Townsville
- Benjamin, Regina (* 1956), US-amerikanische Medizinerin
- Benjamin, René (1885–1948), französischer Schriftsteller
- Benjamin, Richard (* 1938), US-amerikanischer Schauspieler und Regisseur
- Benjamin, Robert (1909–1979), US-amerikanischer Filmproduzent, Rechtsanwalt und Manager
- Benjamin, Ruha, Soziologin und Professorin
- Benjamin, Sathima Bea (1936–2013), südafrikanische Jazzmusikerin (Sängerin, Songtexterin, Komponistin)
- Benjamin, Shelton (* 1975), US-amerikanischer Wrestler
- Benjamin, Steadroy, antiguanischer Politiker
- Benjamin, Steve (* 1955), US-amerikanischer Segler
- Benjamin, Stuart (* 1946), US-amerikanischer Filmproduzent
- Benjamin, Tiana (* 1984), britische Schauspielerin
- Benjamin, Timothy (* 1982), britischer Sprinter
- Benjamin, Walter (1892–1940), deutscher Schriftsteller, Kritiker und PhilosophWalter Benjamin (1892–1940)

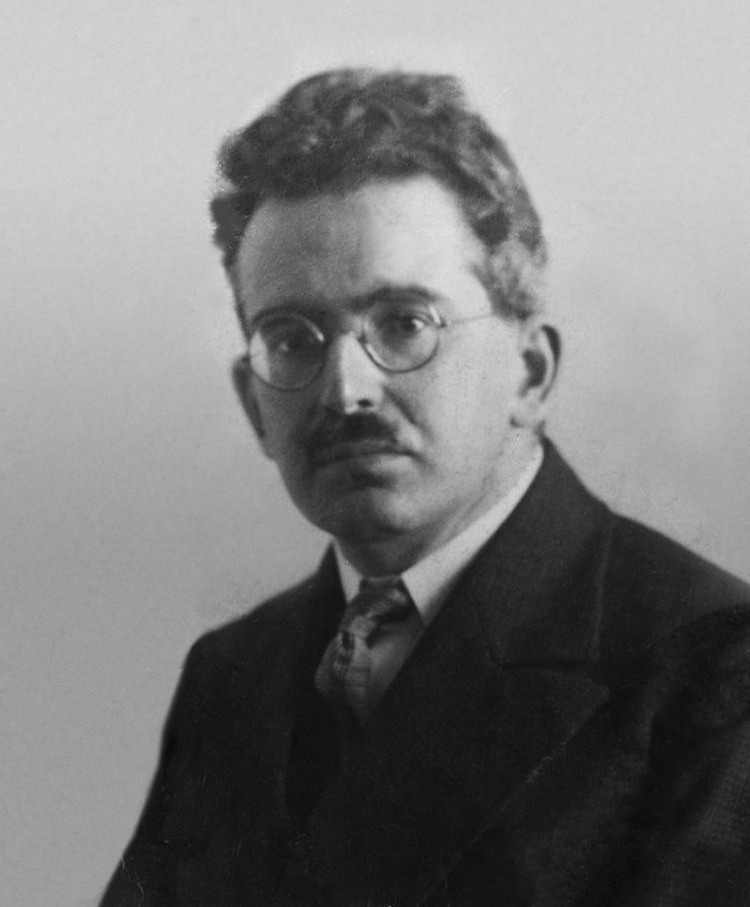
Walter Benjamin (1892–1940)

- Benjamin-Constant, Jean-Joseph (1845–1902), französischer Maler und Grafiker
- Benjamiņa, Emīlija (1881–1941), lettische Herausgeberin
- Benjamini, Itai, israelischer Mathematiker
- Benjamins, Herman (1850–1933), surinamischer Leiter der Schulaufsicht, Herausgeber und Redakteur
- Benjamins, Marvin (* 2002), deutscher Fußballspieler
- Benjaminsen, Fróði (* 1977), färoischer Fußballspieler
- Benjaminsen, Vidar (* 1962), norwegischer Ski-Orientierungsläufer
- Benjaroon, Narong (* 1986), thailändischer Diskuswerfer

### Benje
- Benjelloun, Omar (1936–1975), marokkanischer Gewerkschaftsaktivist, Rechtsanwalt und Journalist
- Benjes, Heinrich (* 1936), deutscher Landschaftsgärtner und hoch- und niederdeutscher Autor
- Benjes, Hermann (1937–2007), deutscher Landschaftsgärtner, Naturfotograf und SachbuchautorHermann Benjes (1937–2007)

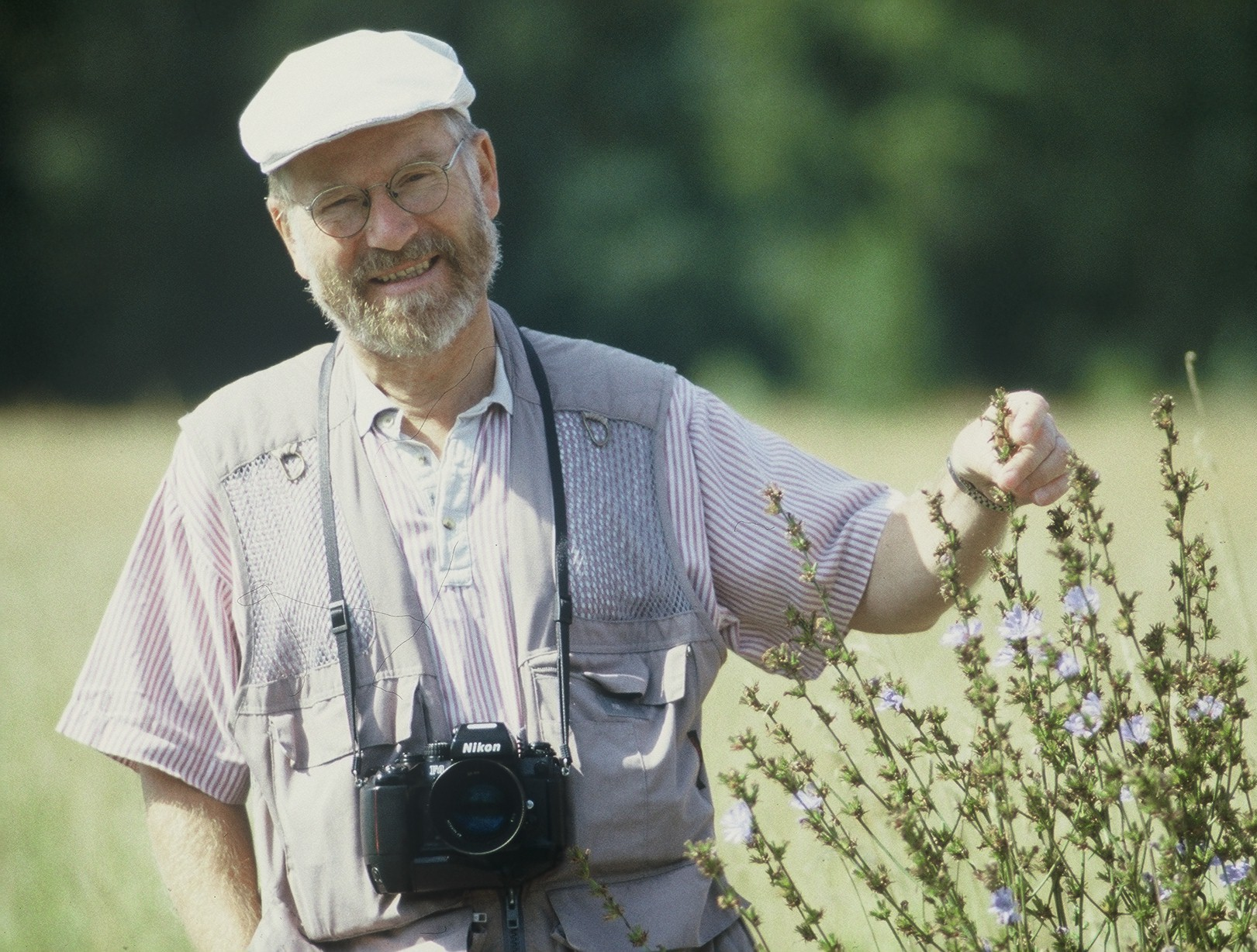
Hermann Benjes (1937–2007)

### Benji
- Benji (* 1997), ungarischer Sänger
- Benjie (* 1977), deutscher Reggae-, Dancehall- und Hip-Hop-Interpret

### Benjo
- Benjo, Caroline (* 1941), französische Filmproduzentin
- Benjowski, Moritz († 1786), slowakischer Abenteurer, Militär und König von Madagaskar

### Benju
- Benjumea, Isabel (* 1982), spanische Politikerin (PP), MdEP